# Новая Кетрошика
Новая Кетрошика, Кетрошика Ноуэ (рум. Chetroșica Nouă) — село в Единецком районе Молдавии. Относится к сёлам, не образующим коммуну.

## География
Село расположено на высоте 223 метров над уровнем моря.

## Население
По данным переписи населения 2004 года, в селе Новая Кетрошика проживает 1237 человек (604 мужчины, 633 женщины).
Этнический состав села:
| Национальность | Число жителей | Процентный состав |
| -------------- | ------------- | ----------------- |
| молдаване      | 1182          | 95.55             |
| украинцы       | 27            | 2.18              |
| румыны         | 21            | 1.7               |
| русские        | 6             | 0.49              |
| прочие         | 1             | 0.08              |
| Всего          | 1237          | 100%              |